# سمك الشال
سمك الشال أو سمك الوشاح (الاسم العلمي Synodontis)، جنس أسماك نهرية من القرموطيات الشكل وتنتمي إلى فصيلة الموشوكيات. تكثر في مياه الأنهر الأفريقية.